# Ribes andicola
Ribes andicola är en ripsväxtart som beskrevs av Eduard von Glinka Janczewski. Ribes andicola ingår i släktet ripsar, och familjen ripsväxter. Inga underarter finns listade i Catalogue of Life.